# Мюрра, Пендлтон
Пендлтон Мюрра (англ. Pendleton Murrah; 1826, Алабама — 4 августа 1865, Монтеррей, Мексика) — 10-й губернатор штата Техас, член демократической партии.

## Биография
Пендлтон Мюрра родился в округе Бибб, штат Алабама в 1826 году. Он был внебрачным сыном Пегги Мюрра, дочери Чарльза и Эвериллы Джонс Мюрра. В 1848 году Мюрра окончил Брауновский университет, после чего переехал в Техас, где занялся частной юридической практикой в городе Маршалл. До победы на губернаторских выборах в 1863 году, Мюрра неудачно баллотировался в Конгресс США.
Во время гражданской войны Мюрра решительно поддержал южан, и даже после того, как в 1865 году Роберт Ли сдался, он призывал техасцев продолжать сопротивление. И только тогда, когда союзные войска подошли к Техасу, Мюрра вместе с другими лидерами Конфедерации бежал в Мексику. Должность губернатора на протяжении трёх месяцев занимал вице-губернатор Флетчер Стокдейл, пока в августе 1865 года не был избран Эндрю Хэмилтон.
Во время бегства в Мексику здоровье Мюрра было подорвано и 4 августа 1865 года он скончался в Монтеррее от туберкулёза. Его могила находится в муниципальном пантеоне Монтеррея.